# Herb Miechowa
Herb Miechowa – jeden z symboli miasta Miechów i gminy Miechów w postaci herbu.

## Wygląd i symbolika
Herb przedstawia w polu czerwonym, zwróconego w lewo białego (srebrnego) wspiętego gryfa ze złotym dziobem, językiem, szponami i pazurami, w lewym górnym rogu tarczy herbowej widnieje również znak krzyża lotaryńskiego w kolorze czerwonym na czarnym tle. 

## Historia
Początkowo herbem Miechowa, będącego własnością zakonu bożogrobców, było godło zakonu – podwójny krzyż. Najstarsza znana pieczęć z herbem Miechowa pochodzi z dokumentu wójta Piotra z 1369 roku.